# 西田猛
西田 猛（にしだ たけし、1955年8月5日 - 2006年6月8日）は、日本の政治家、自治官僚。衆議院議員（3期）を務めた。位階は正五位、勲章は旭日中綬章。

## 来歴・人物
大阪府大阪市出身。入江塾を経て灘高等学校、東京大学法学部第2類（公法コース）を卒業し、1978年に自治省に入省。総理府、国連、外務省勤務を経て、1996年の第41回衆議院議員総選挙に大阪9区から新進党公認で立候補し初当選（当選同期に一川保夫・池坊保子・三沢淳・原口一博・丸谷佳織・松浪健四郎など）。新進党解党後は小沢一郎と行動を共にし自由党結党に参加した。
2000年、小沢と袂を分ち保守党結党に参加したが、同年の第42回衆議院議員総選挙で落選。2003年の第43回衆議院議員総選挙では自民党から立候補し、比例復活で国政に復帰。2005年の第44回衆議院議員総選挙では小選挙区で当選。同年11月からは第3次小泉改造内閣の財務大臣政務官を務めた。
2006年6月8日、胃がんのため、東京都内の病院で死去した。50歳没。死没日付をもって正五位に叙され、旭日中綬章を追贈された。追悼演説は同年10月3日、衆議院本会議で竹本直一により行われた。